# Cis z Bystrzycy
Cis z Bystrzycy – drugi pod względem wieku cis pospolity w Polsce rosnący w parku w Bystrzycy koło Wlenia. Obwód pnia drzewa w 2014 roku wyniósł 360 cm (zmierzony jednak bezpośrednio ponad gruntem, nie na wysokości pierśnicy), wysokość 15 m. Pień jest wewnątrz wypróchniały. W 1992 roku obliczono wiek drzewa na 782 lata (w 2014 odpowiednio osiągnął zatem 804 lata).